# Музей Грасси
Музей Грасси (нем. Grassimuseum, также Museen im Grassi) — крупный музейный комплекс в немецком городе Лейпциг. В здании, построенном в 1925—1929 годах, расположены Лейпцигский этнографический музей (нем. Museum für Völkerkunde zu Leipzig), Музей прикладного искусства (нем. Museum für Angewandte Kunst) и Музей музыкальных инструментов Лейпцигского университета (нем. Museum für Musikinstrumente der Universität Leipzig).
Музей назван в честь Франца Доминика Грасси (1801—1880) — лейпцигского купца итальянского происхождения, после своей смерти завещавшего городу 2 млн марок. На эти средства в городе было реализовано несколько значимых архитектурных проектов, в частности второй Гевандхаус и необарочный фонтан Менде на площади Августа.

## Исторический очерк
Изначально музей располагался на Королевской площади (нем. Königsplatz; ныне — площадь Вильгельма Лёйшнера), в специально для него в 1882—1895 годах возведённом здании, в котором сегодня размещается Лейпцигская городская библиотека, и вмещал Этнографический музей и Музей прикладного искусства.
Однако уже в начале XX века значительно разросшиеся музейные коллекции поставили вопрос о переезде в новое здание. Главным инициатором объявления архитектурного конкурса и последовавшего строительства стал Рихард Грауль, занимавший пост директора музея в период с 1896 по 1929 годы.

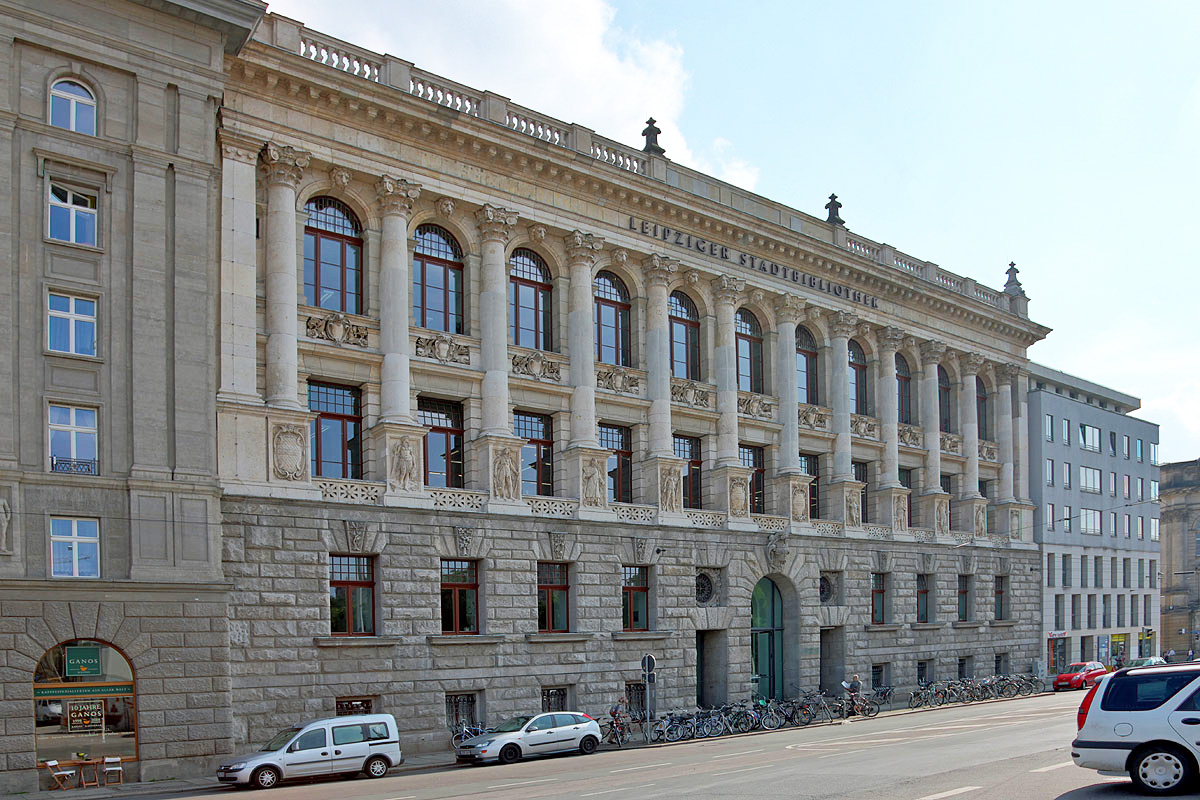
Бывшее здание Музея Грасси на площади Вильгельма Лёйшнера

Новый музей Грасси по проекту лейпцигских архитекторов Карла Цвека (нем. Carl William Zweck, 1878—1951) и Ганса Фогта (нем. Hans Voigt, 1879—1953) под общим руководством Хуберта Риттера был возведён на оставленные Францем Домиником Грасси средства в 1925—1929 годы на восточной окраине Старого города на территории средневекового госпиталя св. Иоанна, и считается одним из немногих музейных комплексов эпохи Веймарской республики. В архитектурном плане здание, несущее в себе черты стилей ар-деко и новой вещественности, представляет собой ансамбль соединённых друг с другом двух- и трёхэтажных корпусов, сгруппированных вокруг четырёх внутренних дворов.
Музей серьёзно пострадал во время Второй мировой войны, особенно во время авианалётов 1943 года, потеряв значительную часть своих экспонатов. Восстановительные работы продолжались с 1947 по 1954 годы.
В 1981 году из-за масштабной аварии отопительной системы музей Грасси был вынужден на четыре года прервать свою деятельность. Однако и в последующем, вплоть до 1994 года, музей испытывал из-за этого большие сложности с показом своей постоянной экспозиции.
В 2001 году Музей Грасси, как особо ценное национальное достояние, был внесён в так называемую Голубую книгу (нем. Blaubuch) — список наиболее значимых культурных учреждений на востоке Германии. В следующие годы, в период с 2001 по 2005 годы здание подверглось капитальной реставрации, в ходе которой — в целях экономии — была реализована концепция музея с преимущественно искусственным освещением. В декабре 2007 года после длительной реставрации была, наконец, открыта новая постоянная экспозиция Музея прикладного искусства, занимающего сегодня большую часть музейного комплекса.
В 2010 году на главной лестнице были восстановлены утраченные во время войны художественные окна Йозефа Альберса и светильники начала 1930-х годов.

## Коллекции музеев

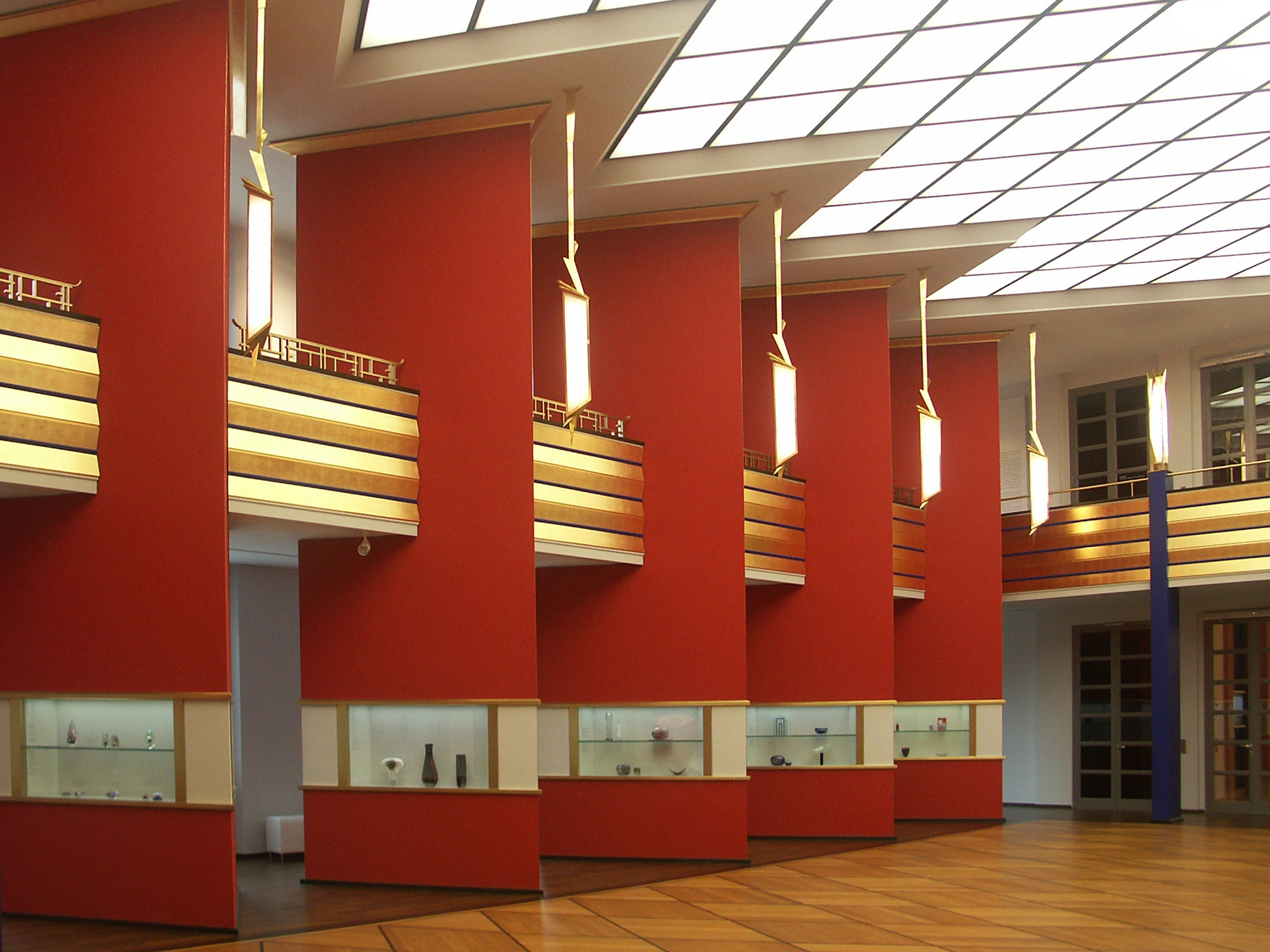
Так называемый Колонный зал

### Музей прикладного искусства
Музей был основан в 1874 году и является тем самым вторым по старшинству музеем декоративно-прикладного искусства в Германии (после берлинского музея, открытого в 1868 году). Сегодня в его коллекции находятся более 90 тысяч объектов, обширное собрание графических работ (более 50 тысяч листов) и фотографии (около 75 тысяч экземпляров). Кроме того, в составе музея находится научная библиотека с более чем 60 тысячами томов.
Музей собирает предметы европейского и мирового искусства, при этом основной упор делая на модернистское искусство 1920—1930-х годов, и обладает одной из лучших в Европе коллекций такого рода. Постоянная выставка музея подразделяется на три больших раздела: «От Античности до историзма», «Искусство Азии. Вдохновение для Европы» и «От модерна до современности».

### Лейпцигский этнографический музей

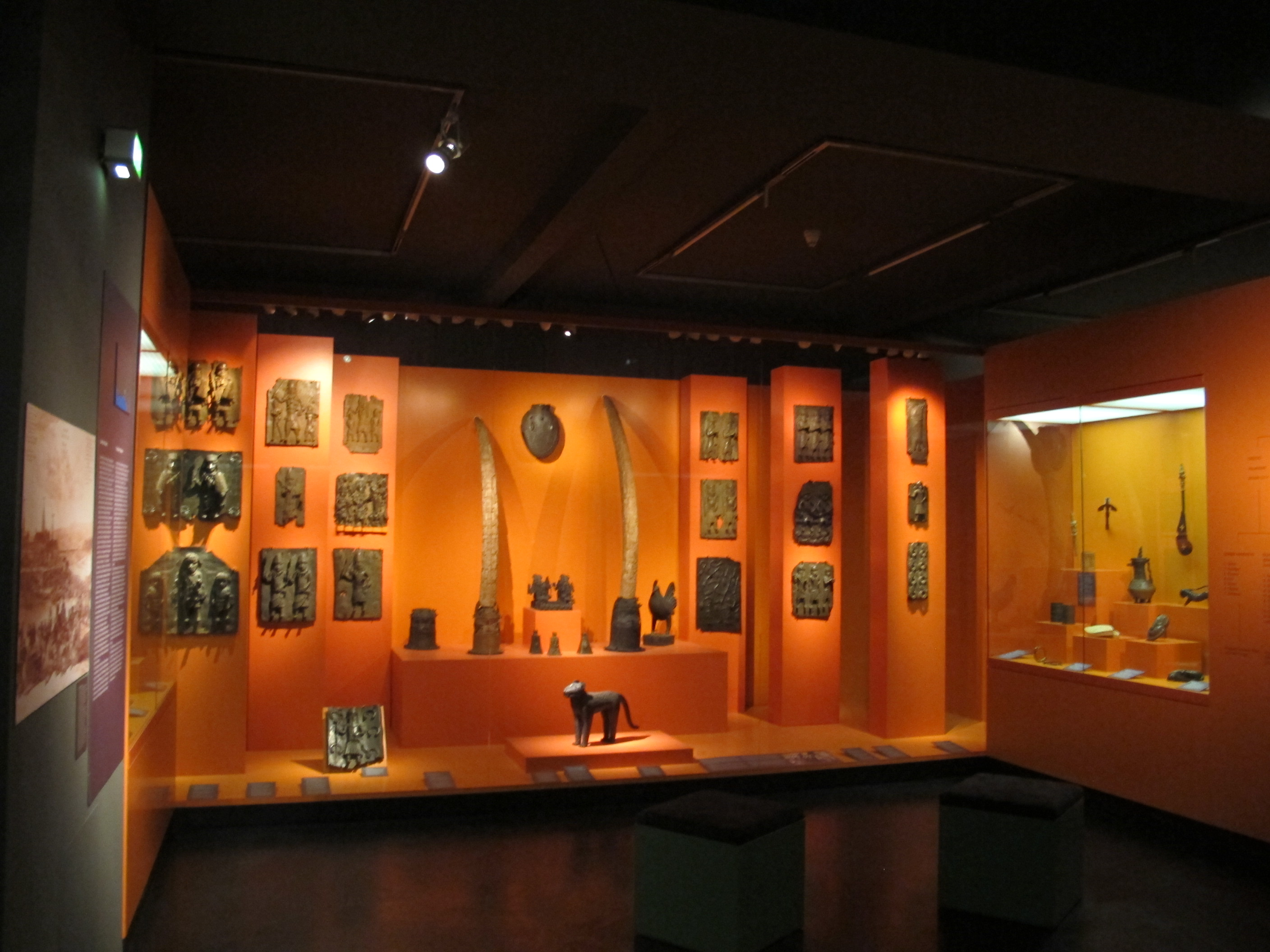
Витрина в Отделе Африки

Этнографический музей был основан в 1869 году, и с 2004 года — наряду с этнографическими музеями Дрездена и Гернгута — входит в состав Государственных этнографических собраний Саксонии (а вместе с последними с 2010 года является частью Государственных художественных собраний Дрездена). Его коллекция охватывает более 200 тысяч экспонатов со всего света, в первую очередь, из Африки, Азии, Австралии и Океании; небольшая часть выставки представляет сибирские народы России (в частности, можно видеть костюм эвенкийского шамана).

### Музей музыкальных инструментов Лейпцигского университета

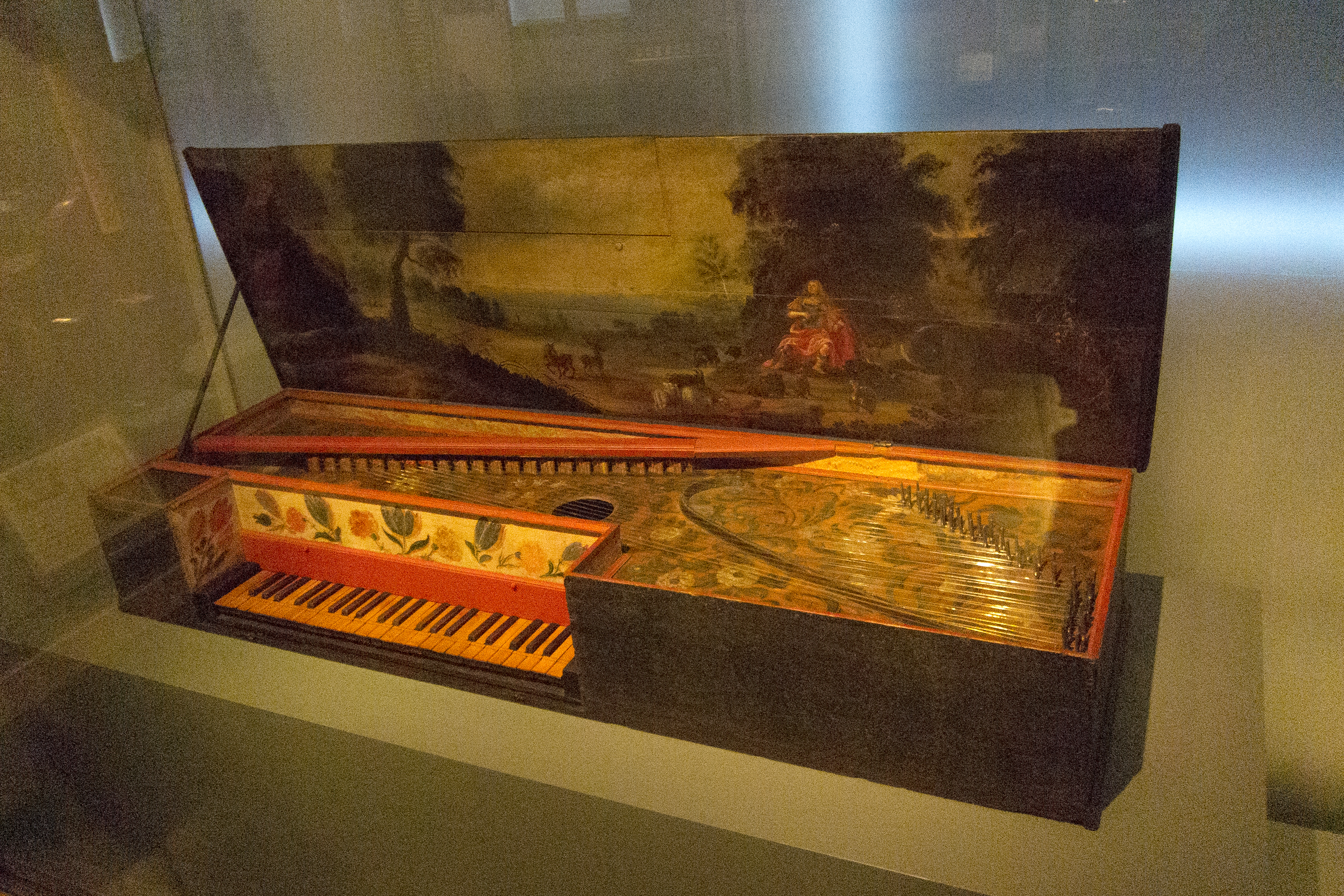
Вёрджинел (разновидность клавесина) из коллекции музея

Музей музыкальных инструментов, расположенный в северном крыле Музея Грасси, является частью Лейпцигского университета, и был открыт 30 мая 1929 года. Представленная здесь коллекция (в общей сложности, более 10 тысяч объектов), однако, восходит к концу XIX века: к собраниям Поля де Вита (нем. Paul de Wit, 1852—1925), Вильгельма Гейера (нем. Wilhelm Heyer, 1849—1913) и Алессандро Крауса (нем. Alessandro Kraus, 1853—1931). Постоянная экспозиция музея посвящена истории музыки и музыкальных инструментов, и обращается также к музыкальной истории города Лейпцига (специальный раздел посвящён творчеству Иоганна Себастиана Баха). Старейшие из представленных экспонатов были созданы в XVI веке.
В помещениях музея периодически проходят лекции и семинары для студентов Лейпцигского университета и Высшей школы музыки и театра.